# Mury miejskie w Kłodzku
Mury miejskie w Kłodzku – system obronnych umocnień miasta.

## Historia
Najstarsze miejskie mury obronne Kłodzka powstały najprawdopodobniej jeszcze w końcu XIII wieku i zastąpiły umocnienia ziemno-drewniane. Wzmianki źródłowe potwierdzają ich rozbudowę w 1426 roku (zewnętrzny, drugi pierścień murów) i w 1469 roku. W wiekach późniejszych mury były wielokrotnie rozbudowywane, m.in. w pierwszej połowie XVI w. dobudowano baszty przy bramach miejskich.
W 1877 roku cesarz niemiecki Wilhelm I wydał zgodę na likwidację obwarowań. Rozpoczęto burzenie bram i murów – w 1879 roku bramy Zielonej, przed 1888 rokiem Czeskiej, w 1904 roku mostowych i w 1911 roku Ząbkowickiej. W miejscach zasypywanych fos i bastionów zaczęto zakładać miejskie promenady.
Obecnie istnieją spore fragmenty miejskich fortyfikacji, często są one wbudowane w kamienice. Najlepiej zachowane fragmenty murów są: wzdłuż ul. Nad Kanałem, po obu stronach mostu gotyckiego, wzdłuż ul. Stryjeńskiej, poniżej ul. Łukasińskiego, oraz pomiędzy ul. Zycha i Traugutta.
Decyzją wojewódzkiego konserwatora zabytków z dnia 10 maja 1960 roku kłodzkie mury obronne zostały wpisane do rejestru zabytków

## Architektura
Zachowane fragmenty wzniesione z nieregularnych kamieni, uzupełnionych niekiedy cegłą, biegną od wschodu i południowego wschodu, wzdłuż kanału Młynówki, oraz od północnego zachodu, na tyłach ulic Czeskiej i Zycha. Otaczając miasto stykały się po jego północnej stronie z umocnieniami wzgórza zamkowego, później twierdzy. Podwójny pas murów wzmocniony był basztami łupinowymi na planie prostokąta i półkola, i zespolony bramą z mostem gotyckim, przerzuconym nad Młynówką. W drugiej połowie XV wieku baszty i bramy otrzymały zwieńczenia z ostrosłupowych hełmów. Poza górną bramą mostową oraz bramą w dole mostu (na wyspie Piasek) były jeszcze trzy inne: Czeska, Zielona i Ząbkowicka (poprzedzona tzw. bramą wewnętrzną) oraz furty: Wodna i Łazienna.

## Galeria – stan obecny

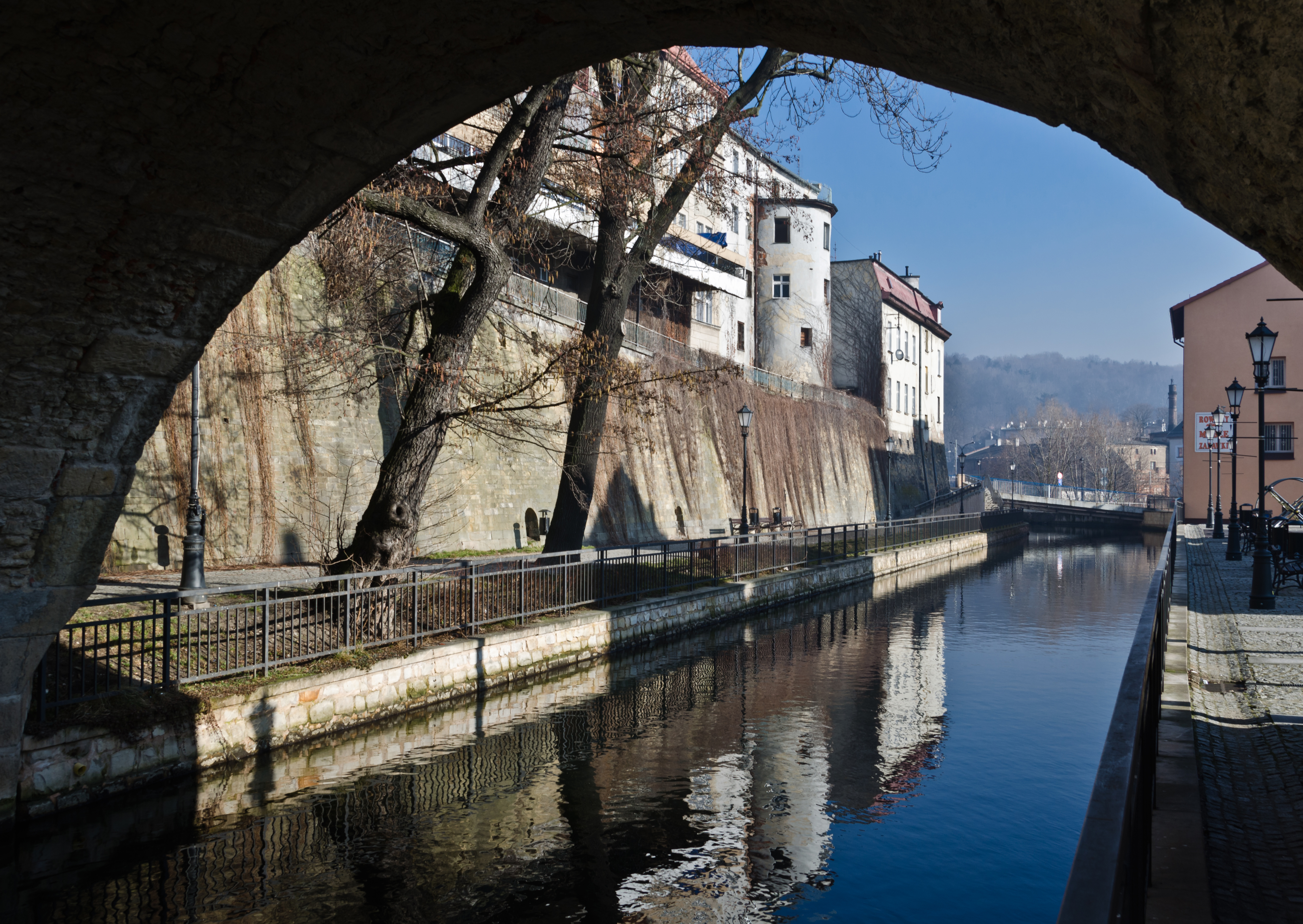
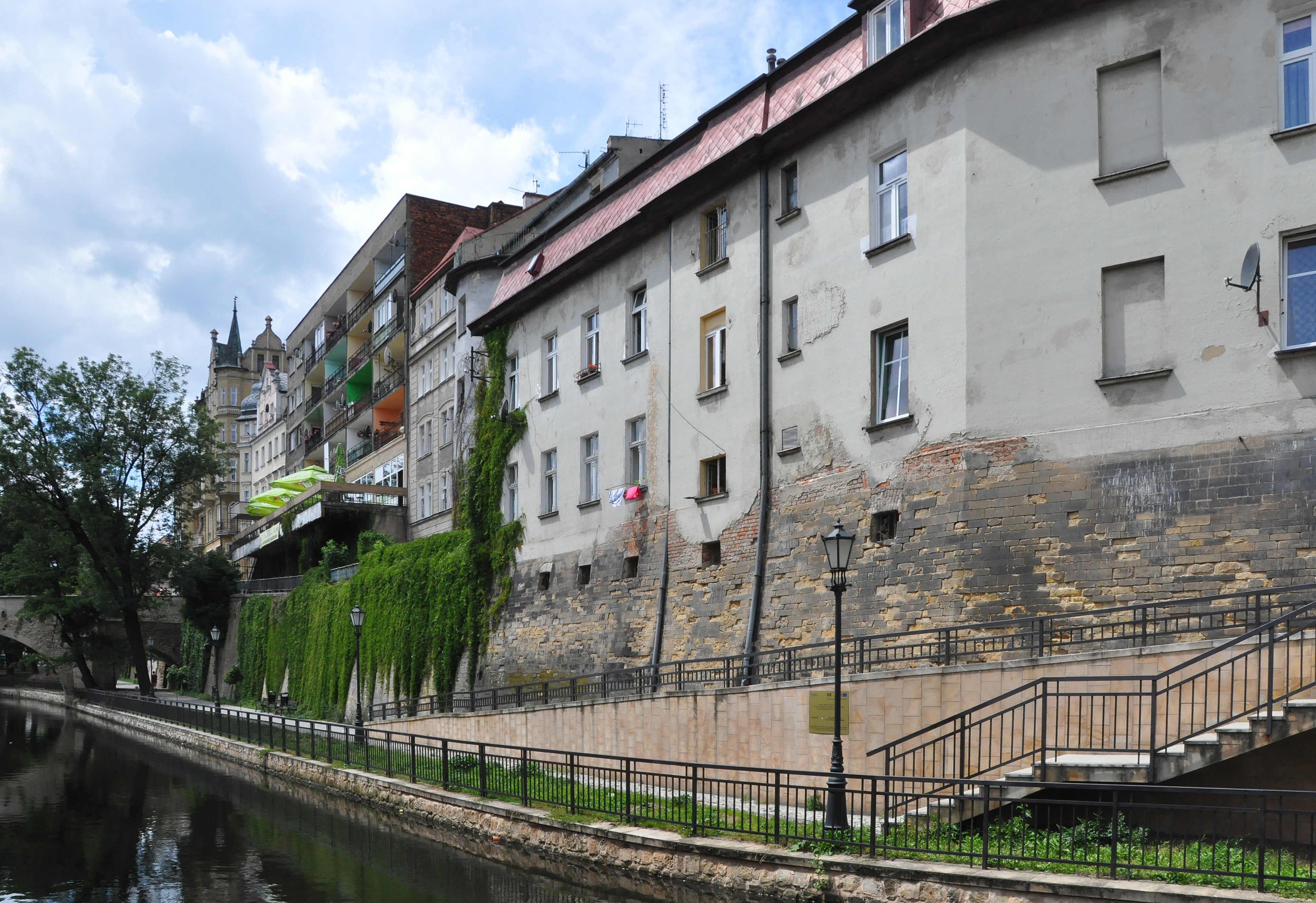
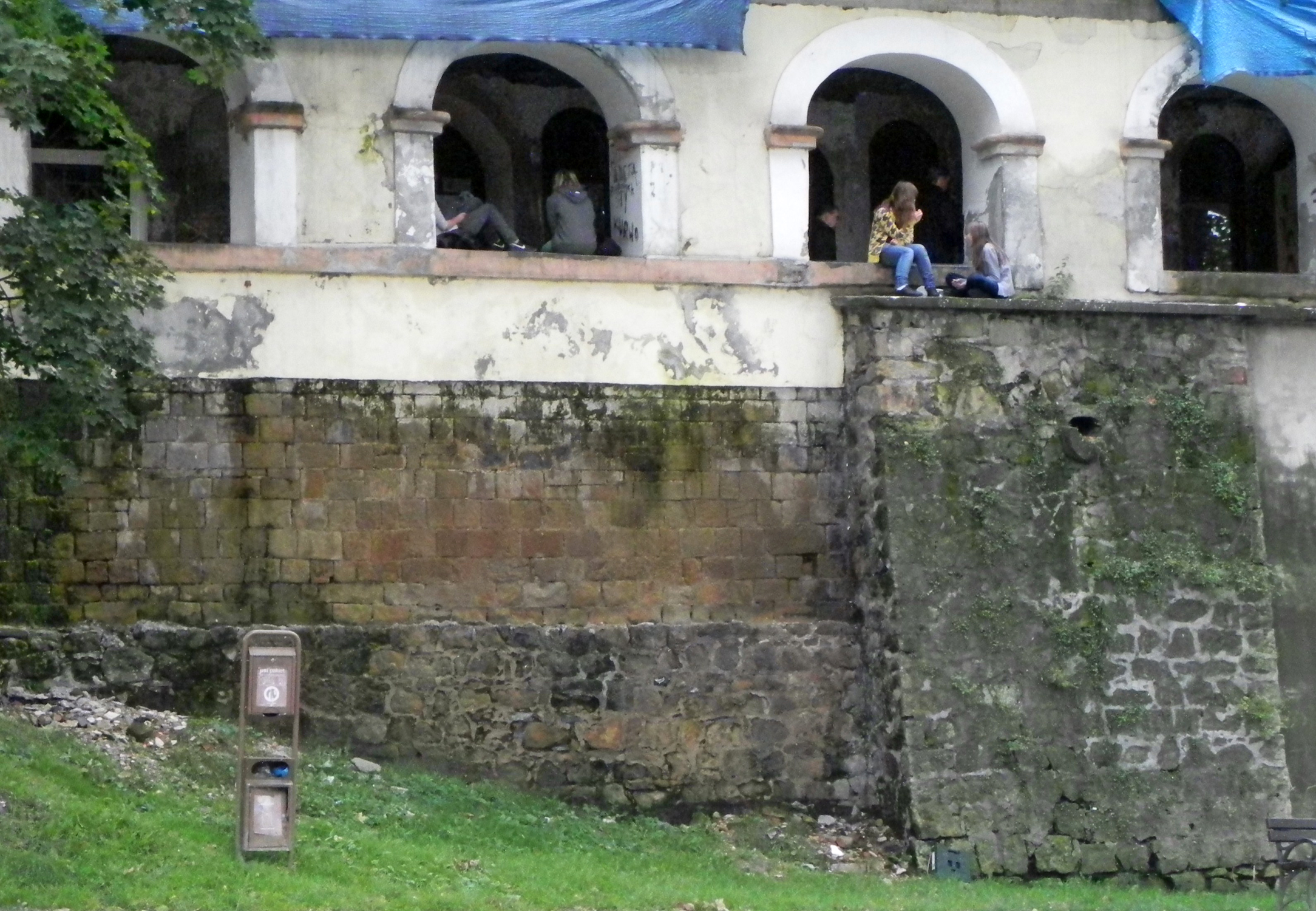
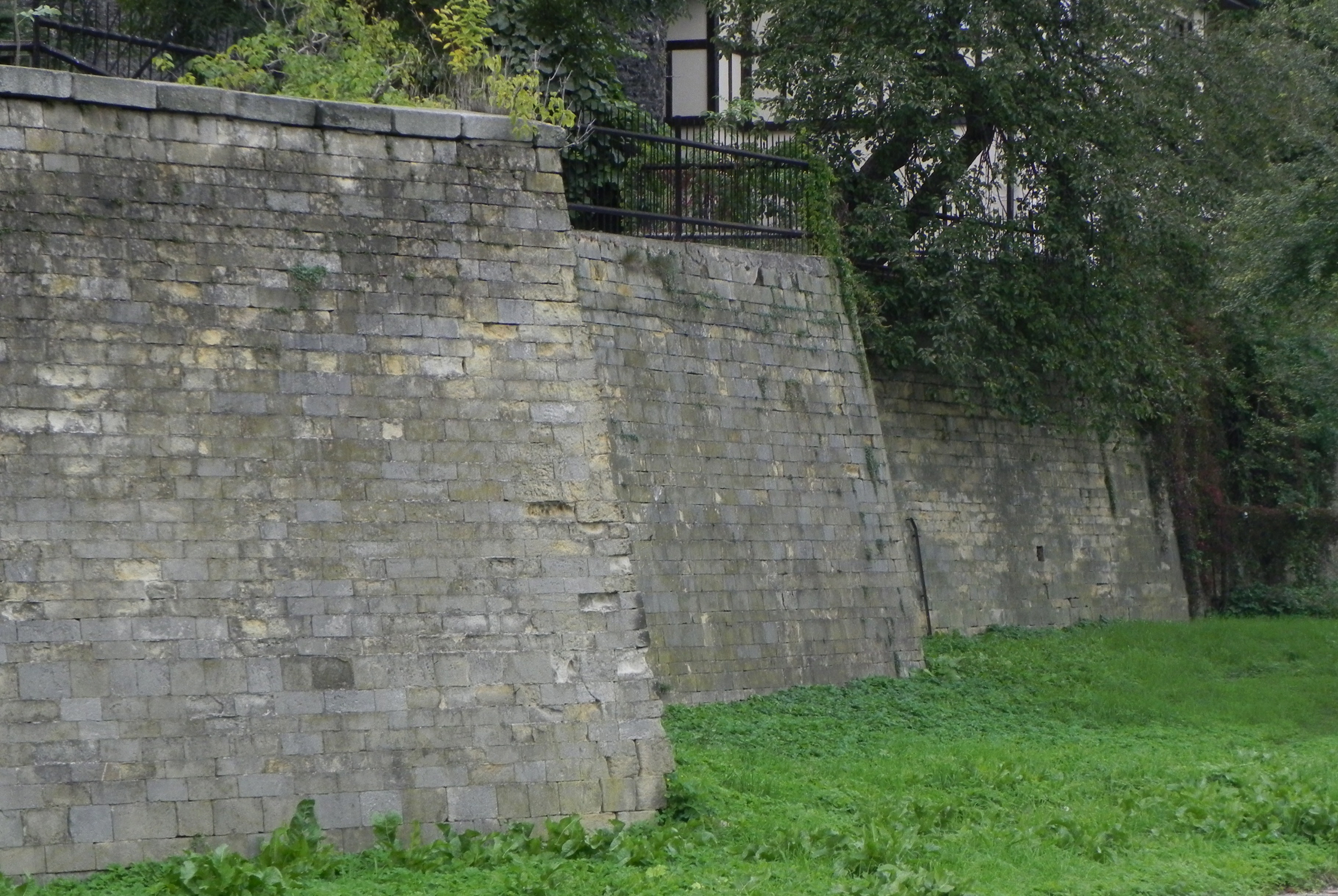
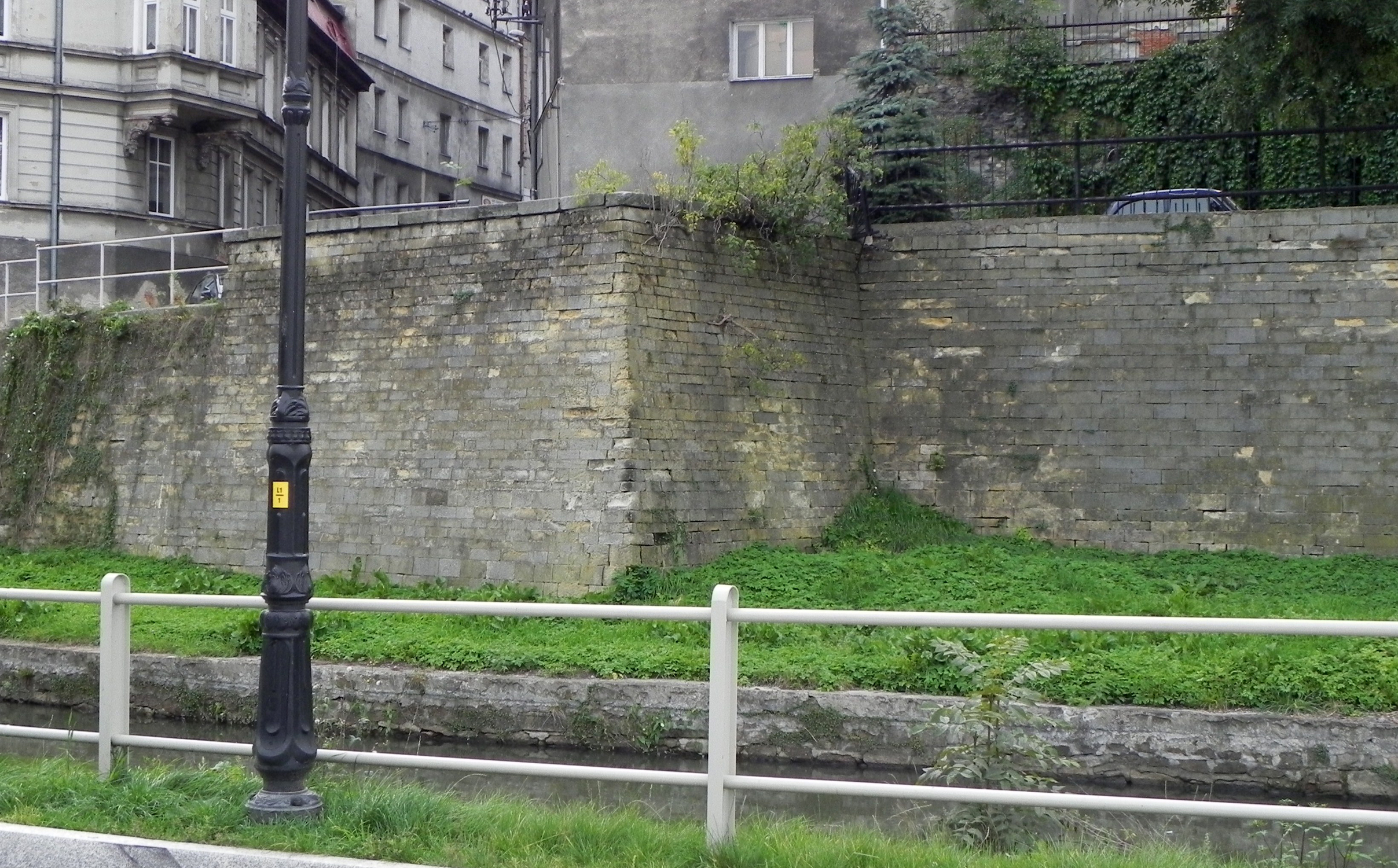
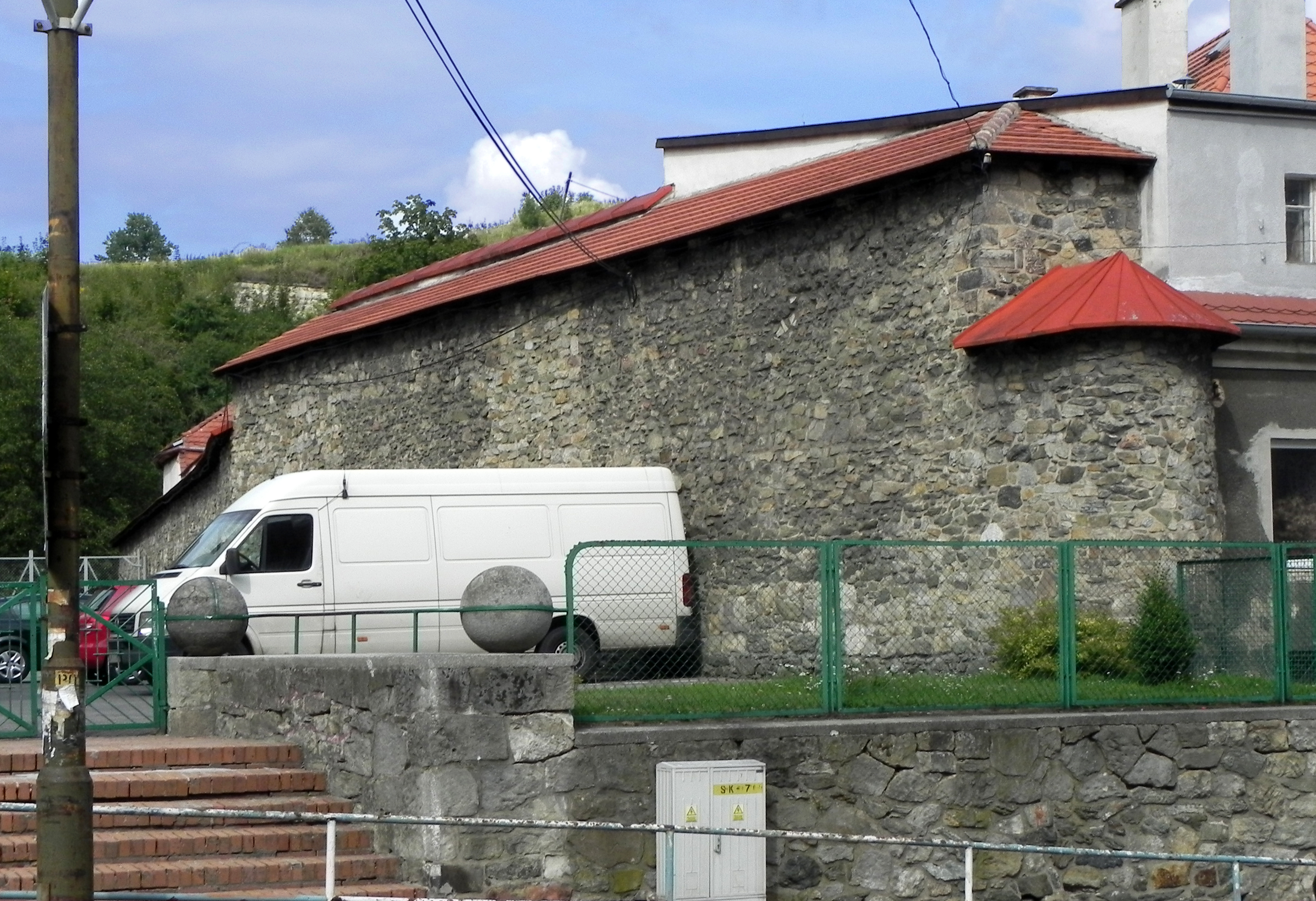
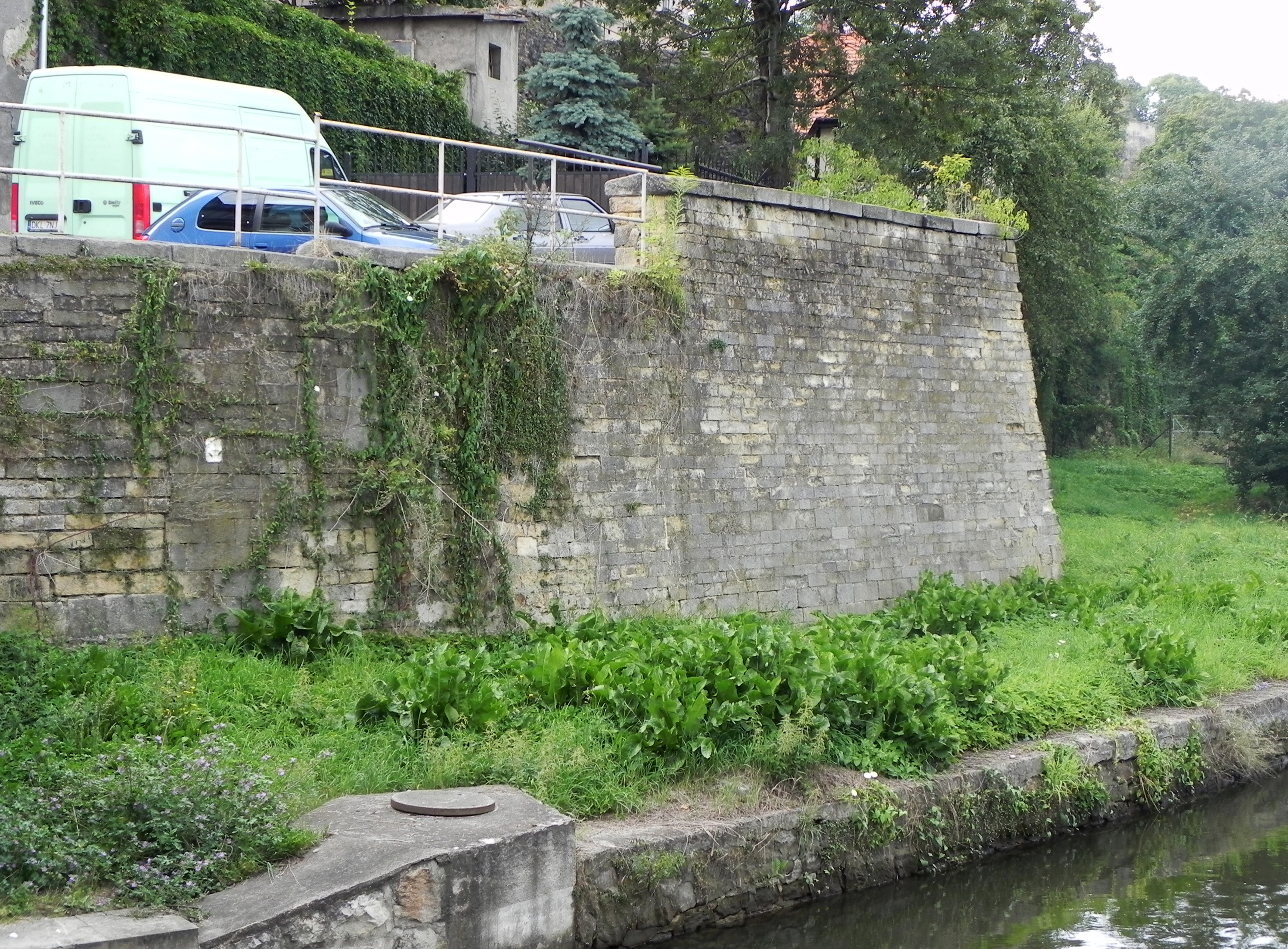
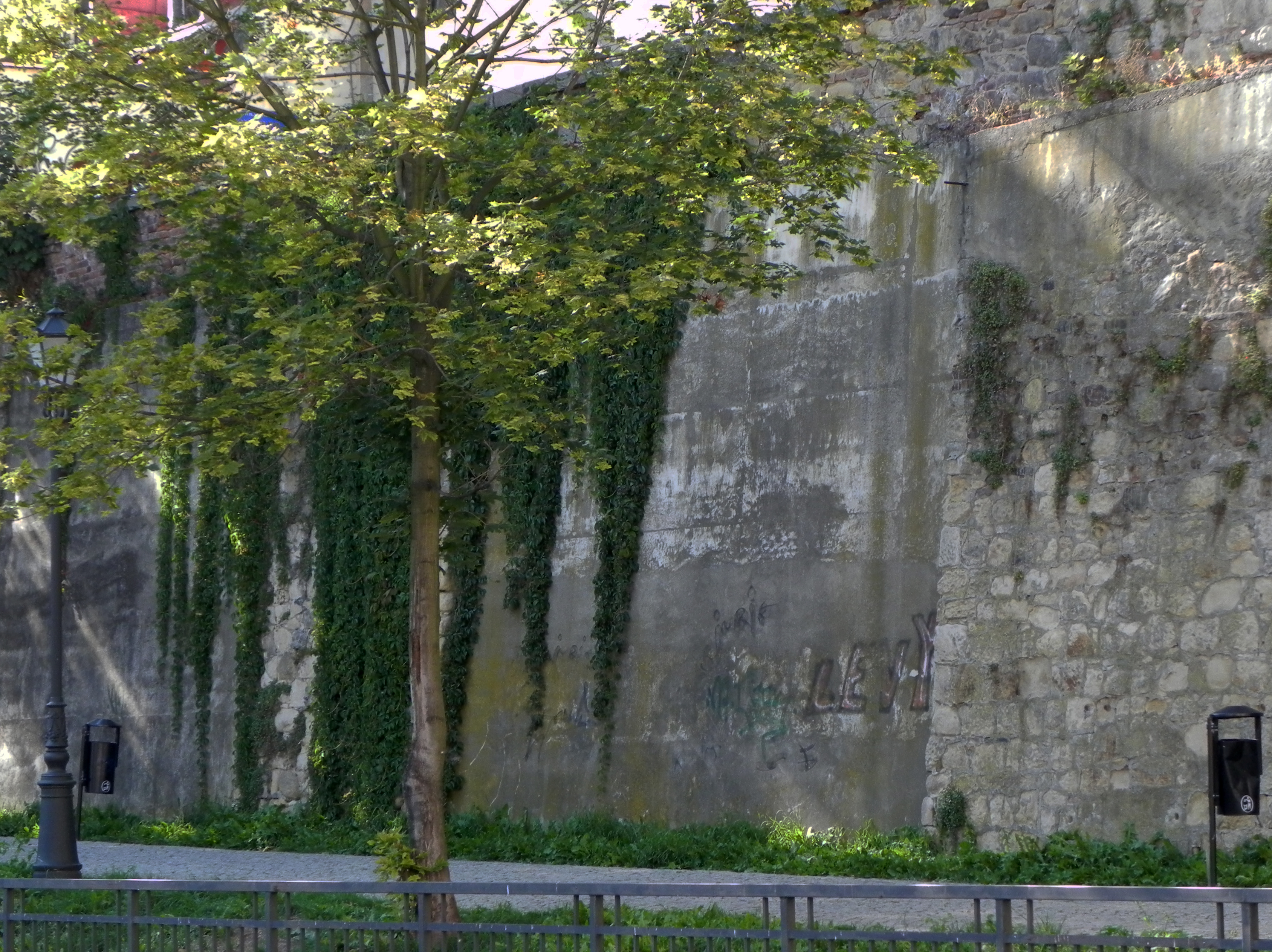
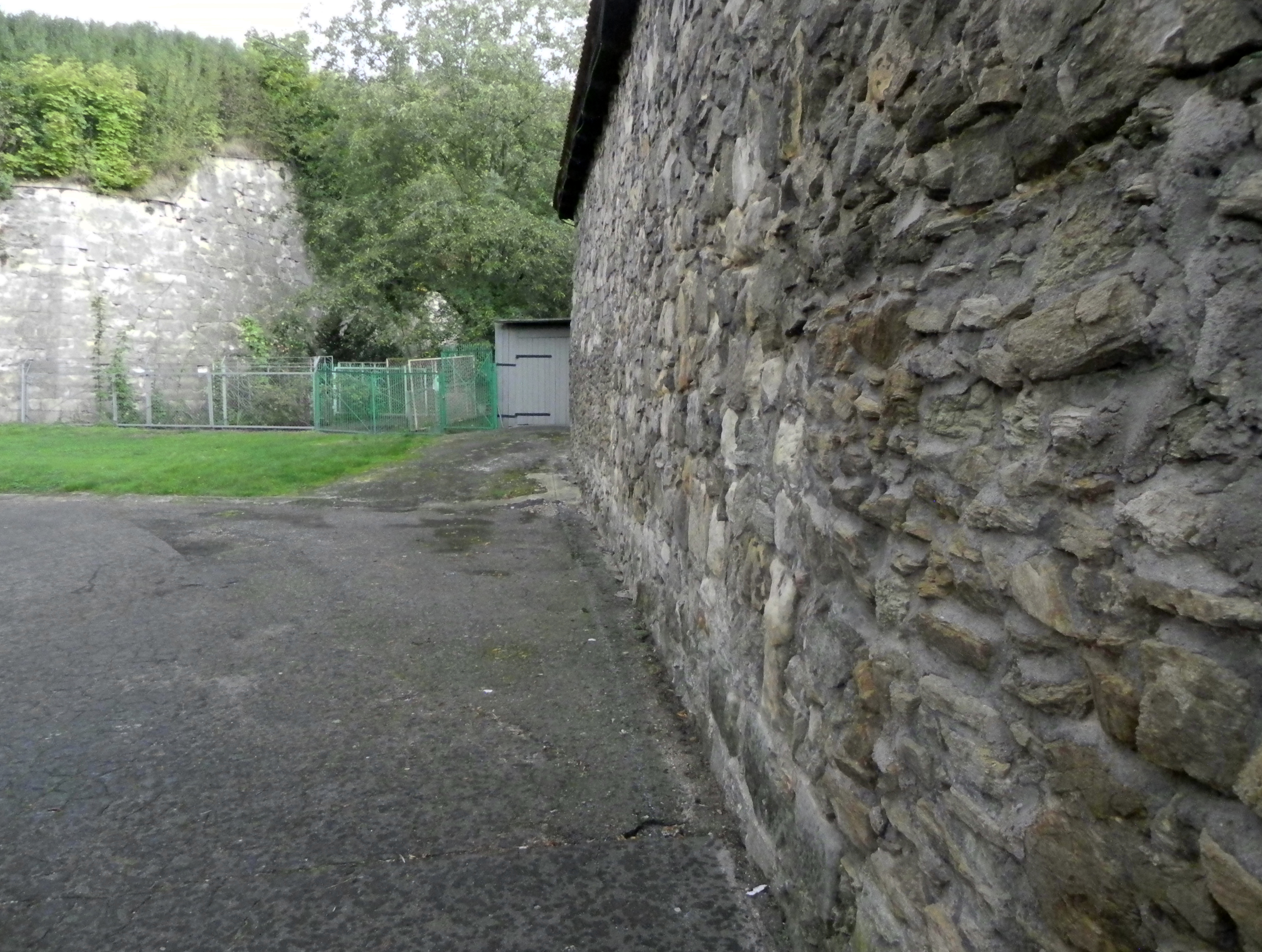
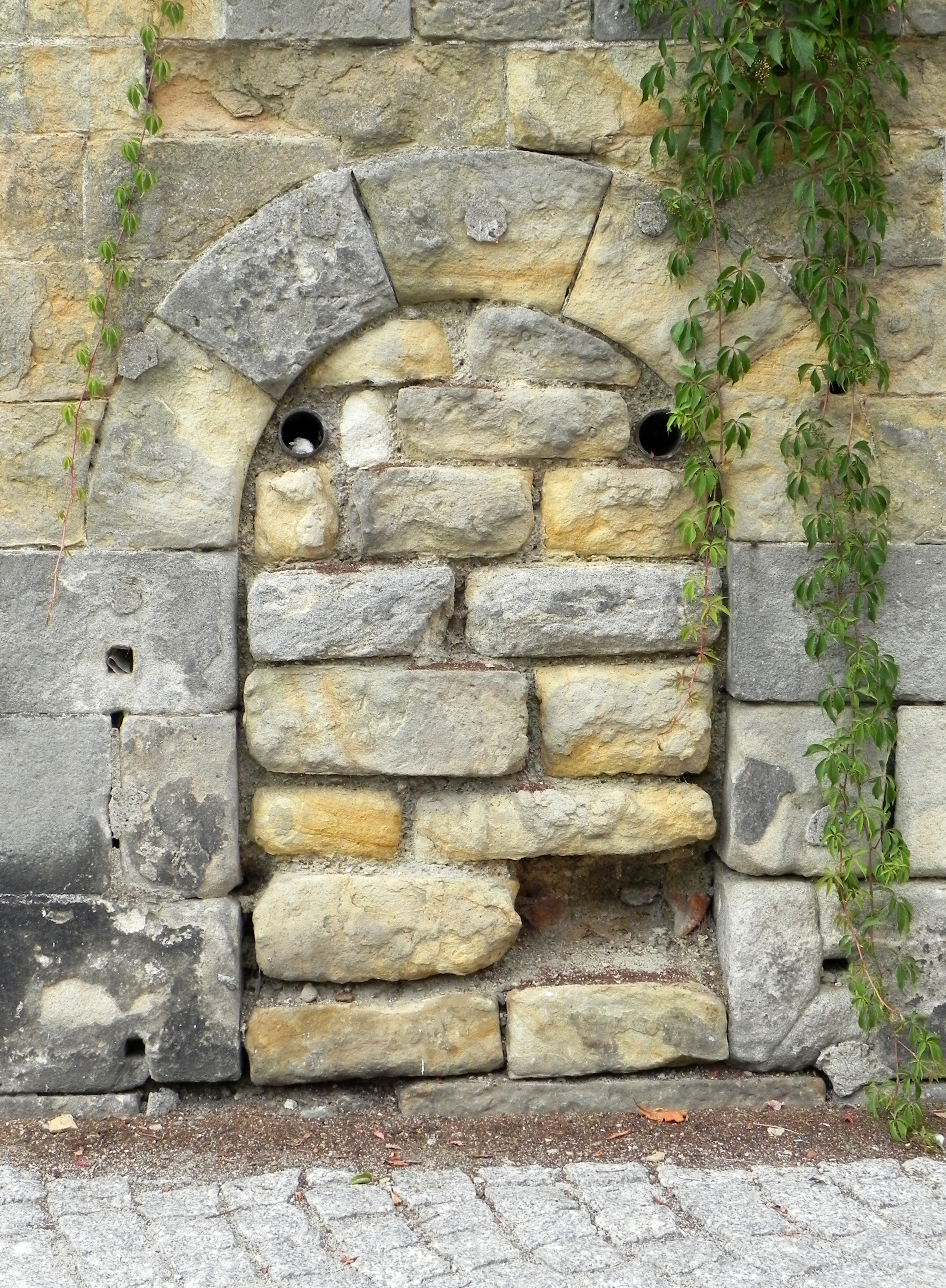
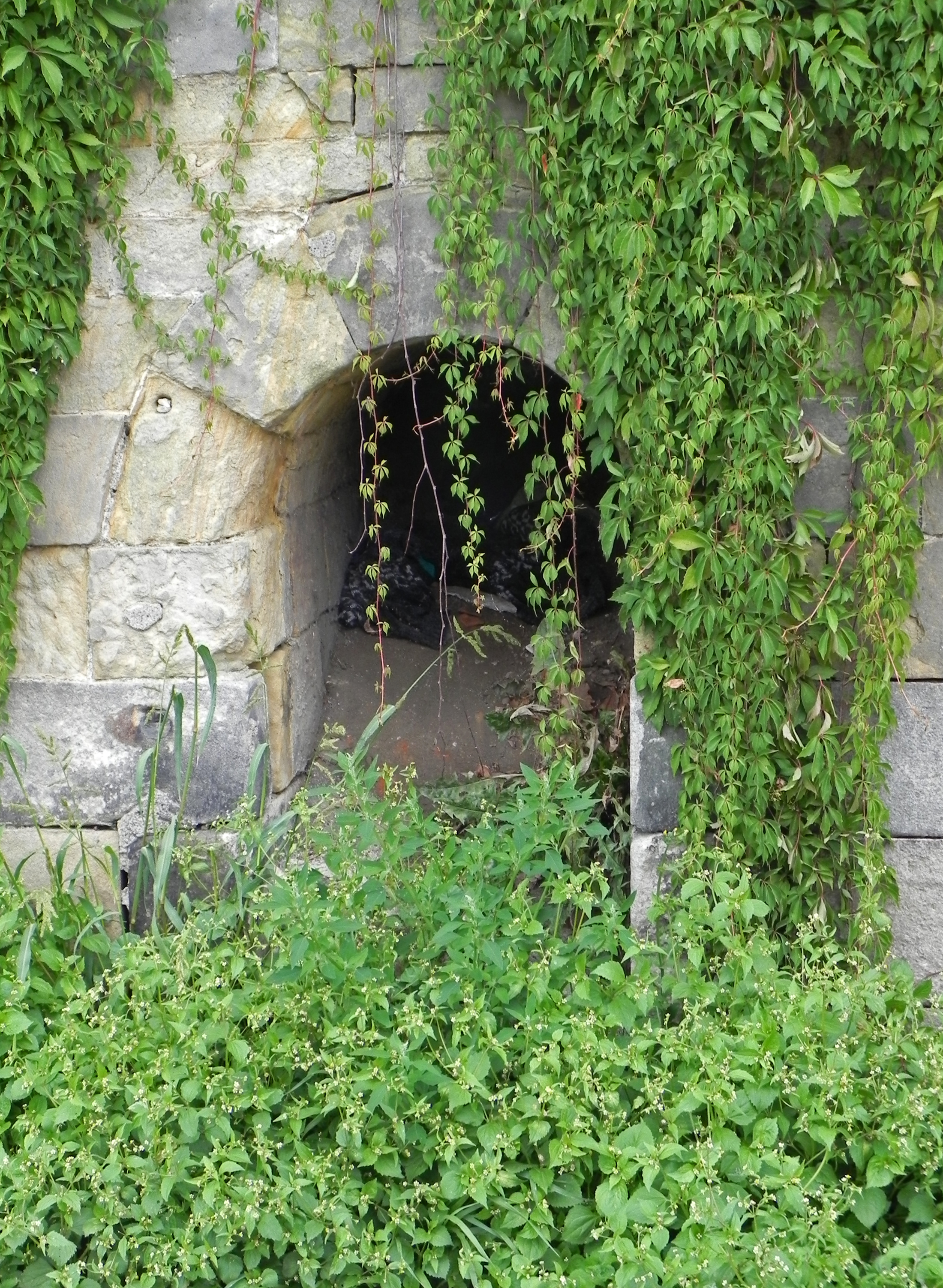
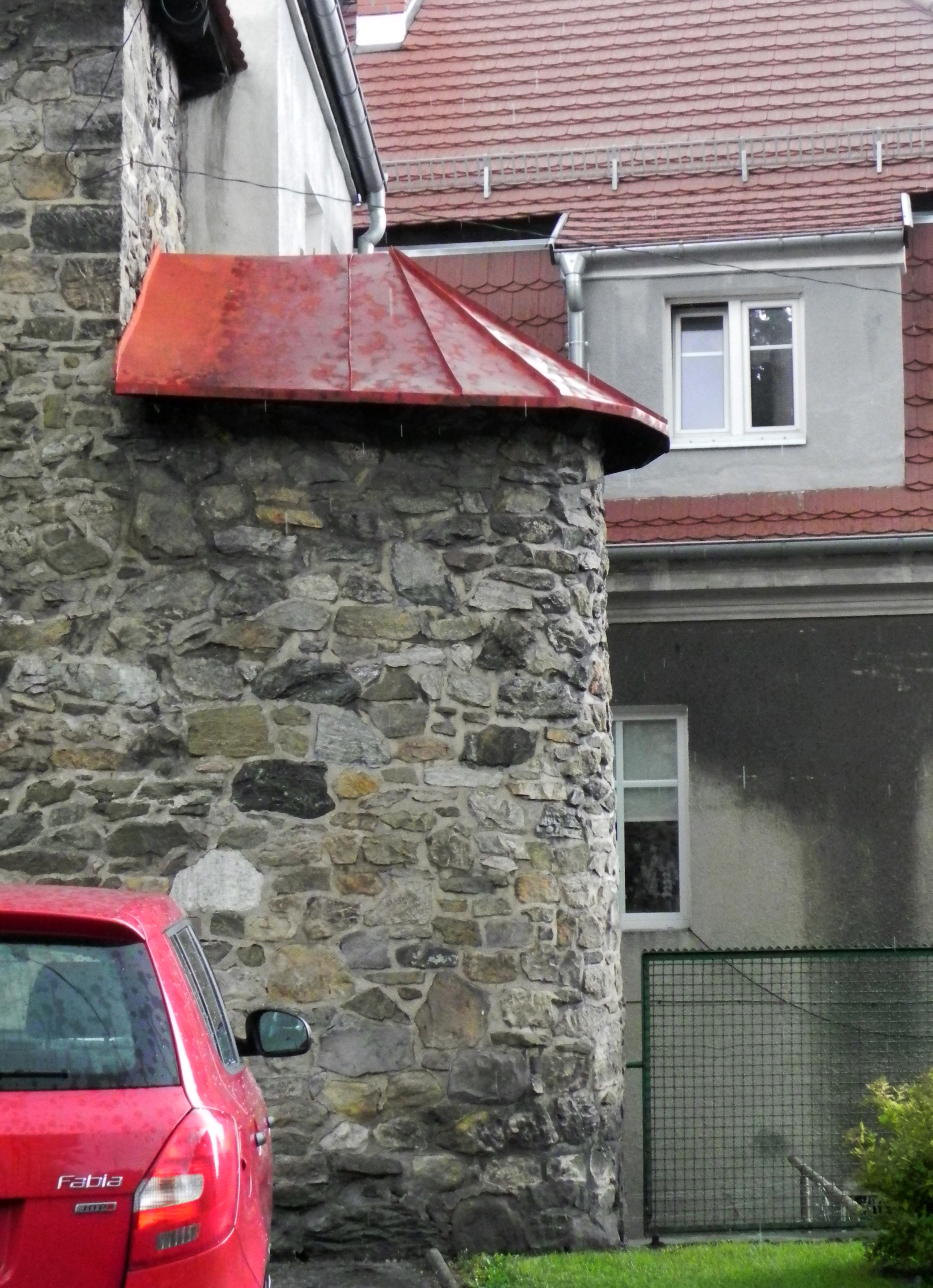
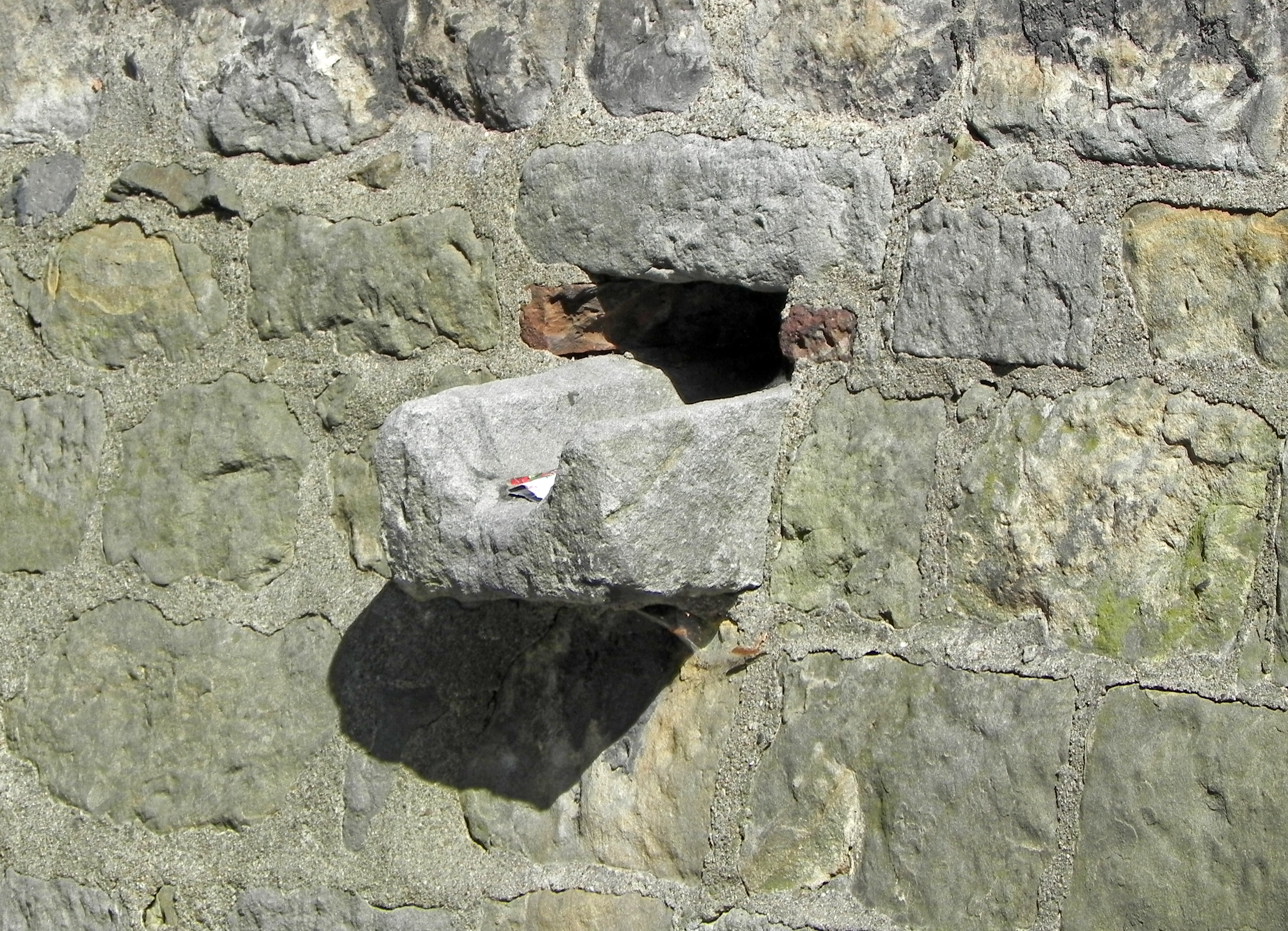

## Galeria – nieistniejące obecnie bramy miejskie

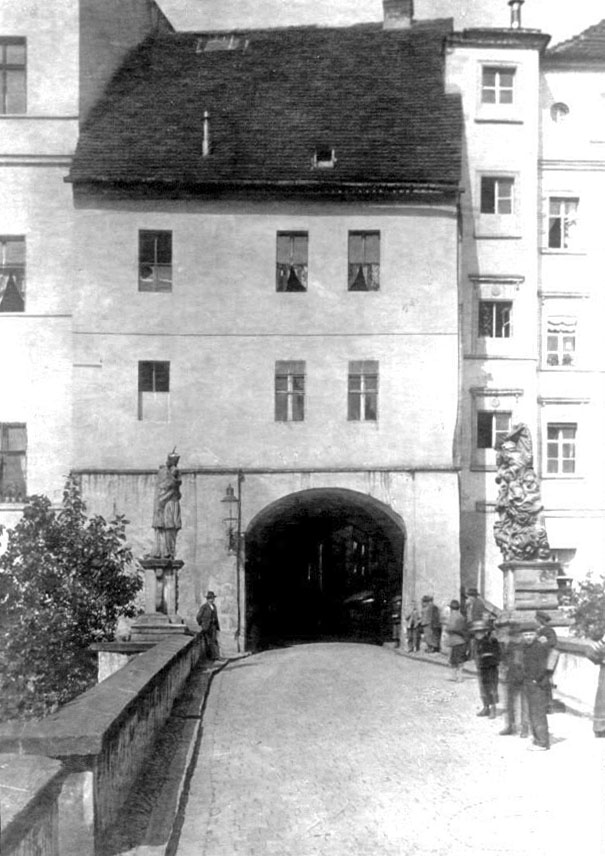
Brama mostowa górna (od strony mostu gotyckiego)
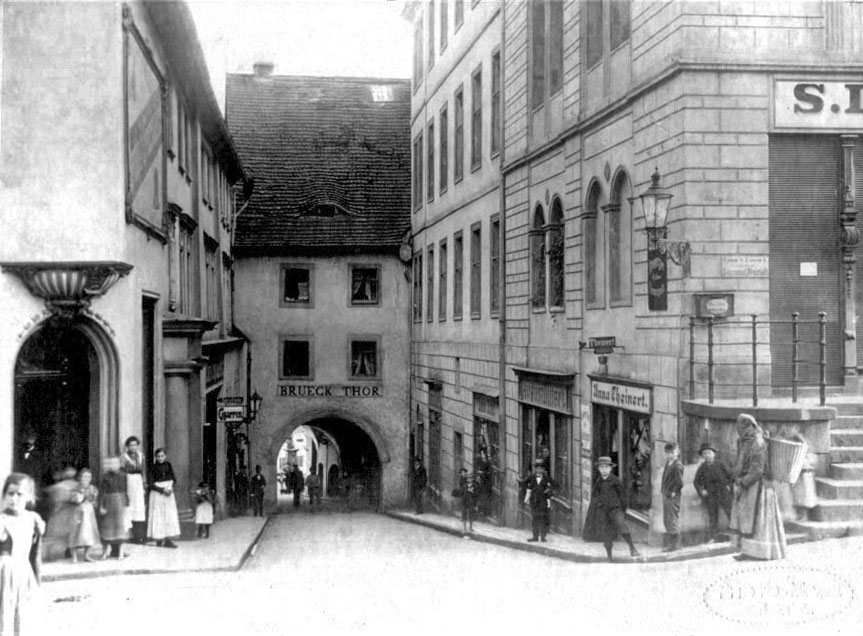
Brama mostowa górna widziana z Rynku
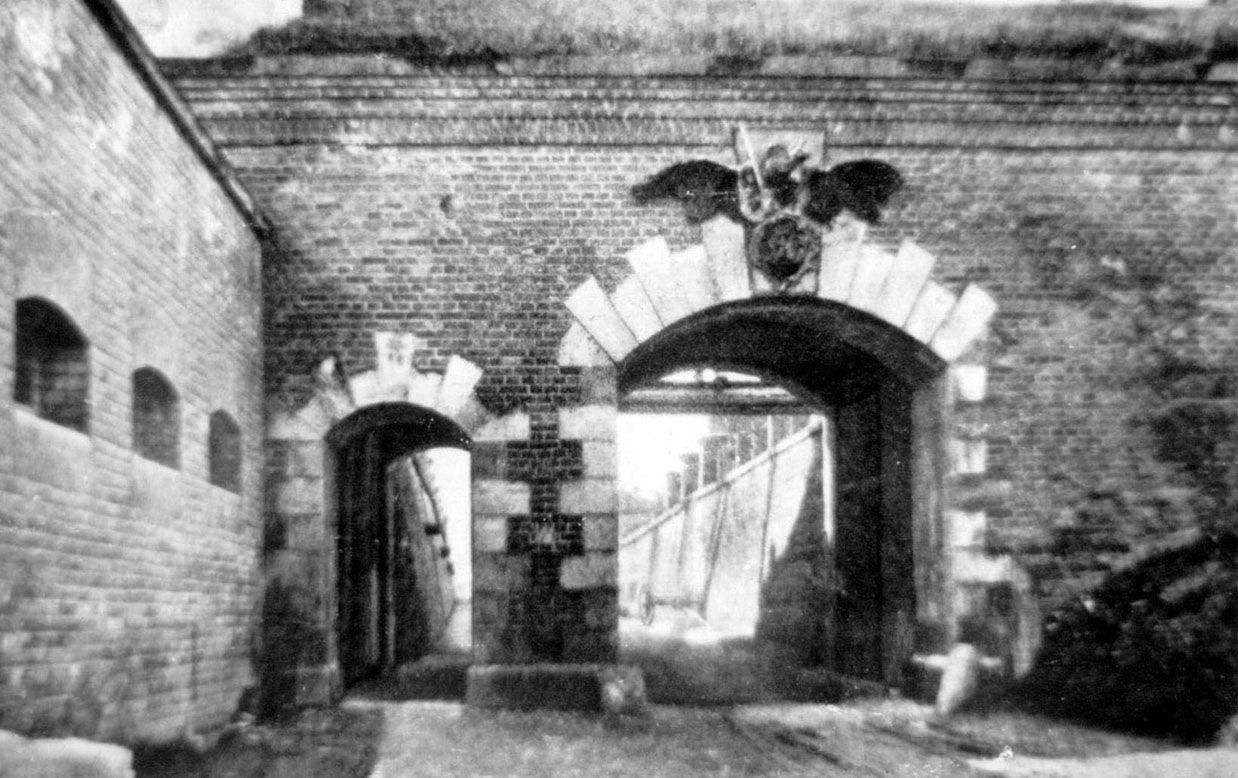
Brama ząbkowicka zewnętrzna
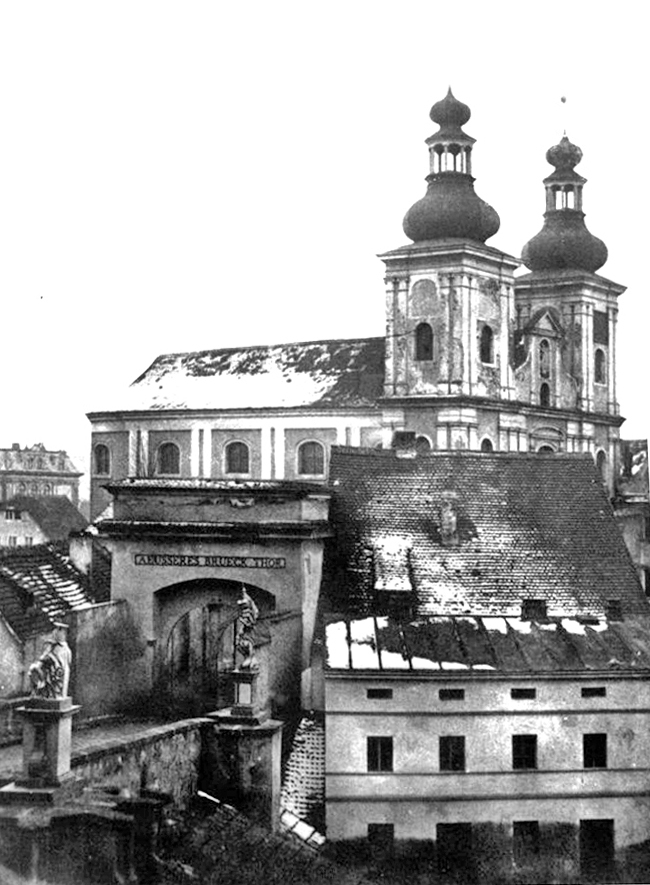
Brama mostowa dolna (od strony mostu gotyckiego)
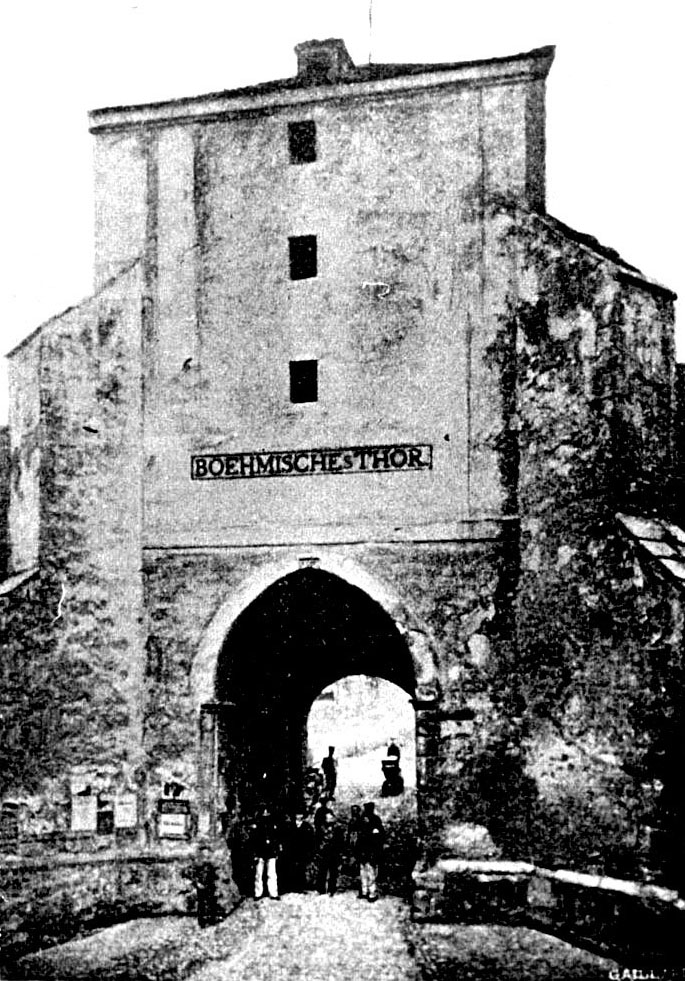
Brama czeska od przedmieścia
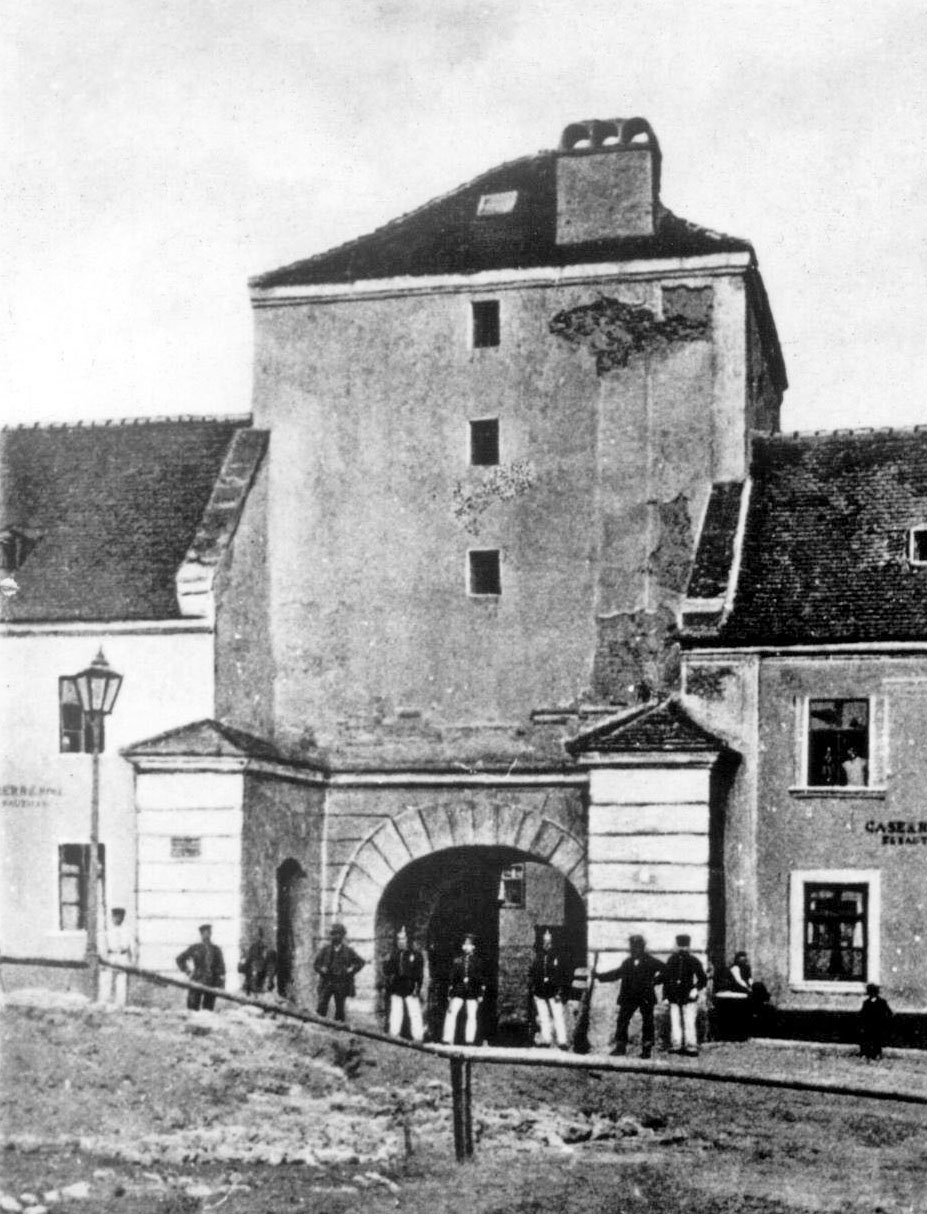
Brama czeska (od strony miasta)
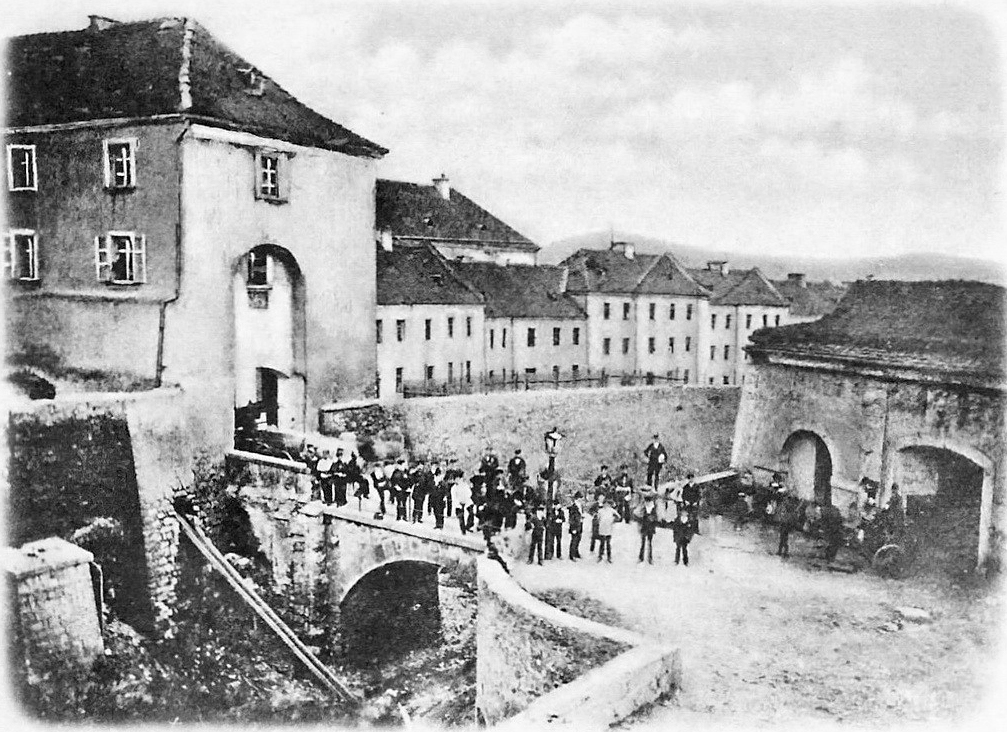
Brama zielona